# Teorema de Goldberg-Sachs
El teorema de Goldberg–Sachs és un resultat de la teoria de la relativitat general d'Einstein sobre les solucions al buit de les equacions de camp d'Einstein que relacionen l'existència d'un cert tipus de congruència amb les propietats algebraiques del tensor de Weyl.
Més precisament, el teorema estableix que una solució al buit de les equacions de camp d'Einstein admetrà una congruència geodèsica nul·la sense cisalla si i només si el tensor de Weyl és algebraicament especial.
El teorema s'utilitza sovint quan es busquen solucions algebraicament especials al buit.

## Raigs lliures de cisalla
Un raig és una família de corbes geodèsiques semblants a la llum. Això és un camp vectorial tangent {\displaystyle l^{a}} és nul i geodèsic: {\displaystyle l_{a}l^{a}=0} i {\displaystyle l^{b}\nabla _{b}l^{a}=0}. En cada punt, hi ha una secció espacial 2D (no única) de l'espai tangent ortogonal a {\displaystyle l^{a}}. Està abastat per un vector nul complex {\displaystyle m^{a}} i el seu complex conjugat {\displaystyle {\bar {m}}^{a}}. Si la mètrica és positiva en el temps, aleshores la mètrica projectada a la porció ho és {\displaystyle {\tilde {g}}^{ab}=-m^{a}{\bar {m}}^{b}-{\bar {m}}^{a}m^{b}}. Goldberg i Sachs van considerar la projecció del gradient en aquesta llesca.
{\displaystyle A^{ab}={\tilde {g}}^{ap}{\tilde {g}}^{bq}\nabla _{p}l_{q}=z{\bar {m}}^{a}m^{b}+{\bar {z}}m^{a}{\bar {m}}^{b}+{\bar {\sigma }}m^{a}m^{b}+\sigma {\bar {m}}^{a}{\bar {m}}^{b}.}
Un raig està lliure de cisalla si {\displaystyle \sigma =0}. Intuïtivament, això significa que una petita ombra projectada pel raig conservarà la seva forma. L'ombra pot girar i créixer/encongir-se, però no es distorsionarà.

## El Teorema
Una mètrica del buit, {\displaystyle R_{ab}=0}, és algebraicament especial si i només si conté una congruència geodèsica nul·la sense cisalla; el vector tangent obeeix {\displaystyle k_{[a}C_{b]ijc}k^{i}k^{j}=0}.
Aquest és el teorema proposat originalment per Goldberg i Sachs. Tot i que ho van afirmar en termes de vectors tangents i el tensor de Weyl, la demostració és molt més senzilla en termes d'espinors. Les equacions de camp de Newman-Penrose donen un marc natural per investigar les classificacions de Petrov, ja que en lloc de demostrar {\displaystyle k_{[a}C_{b]ijc}k^{i}k^{j}=0}, només es pot demostrar {\displaystyle \Psi _{0}=\Psi _{1}=0}. Per a aquestes proves, suposem que tenim un marc giratori amb {\displaystyle o^{A}} tenint el seu pal de bandera alineat amb el raig lliure de cisalla {\displaystyle l^{a}}.
Prova que un raig lliure de cisalla implica una especialitat algebraica : si un raig és geodèsic i lliure de cisalla, aleshores {\displaystyle \varepsilon +{\bar {\varepsilon }}=\kappa =\sigma =0}. Una rotació complexa {\displaystyle o^{A}\rightarrow e^{i\theta }o^{A}} no afecta {\displaystyle l^{a}} i es pot configurar {\displaystyle \varepsilon =0} per simplificar els càlculs. La primera equació NP útil és {\displaystyle D\sigma -\delta \kappa =0}, que de seguida dóna {\displaystyle \Psi _{0}=0}.
Per demostrar-ho {\displaystyle \Psi _{1}=0}, apliqueu el commutador {\displaystyle \delta D-D\delta } a ell. La identitat de Bianchi dóna les fórmules necessàries: {\displaystyle D\Psi _{1}=4\rho \Psi _{1}} i {\displaystyle \delta \Psi _{1}=(2\beta +4\tau )\Psi _{1}}. Es mostrarà treballant a través de l'àlgebra d'aquest commutador {\displaystyle \Psi _{1}^{2}=0}, que completa aquesta part de la prova.
Prova que l'especialitat algebraica implica un raig lliure de cisalla : Suposem {\displaystyle o_{A}} és un factor degenerat de {\displaystyle \Psi _{ABCD}}. Tot i que aquesta degeneració podria ser n-fold (n=2,3,4) i la prova serà funcionalment la mateixa, prengueu-la com una degeneració doble. Després la projecció {\displaystyle o^{B}o^{C}o^{D}\Psi _{ABCD}=0}. La identitat de Bianchi en un espai-temps buit és {\displaystyle \nabla ^{AA'}\Psi _{ABCD}=0}, així que aplicar una derivada a la projecció donarà {\displaystyle o_{A}o_{B}\nabla ^{AA'}o^{B}=0}, que equival a {\displaystyle \kappa =\sigma =0.} Per tant, la congruència és lliure de cisalla i gairebé geodèsica: {\displaystyle Dl_{a}=(\varepsilon +{\bar {\varepsilon }})l_{a}}. Una reescalada adequada de {\displaystyle o^{A}} existeix que farà que aquesta congruència sigui geodèsica i, per tant, un raig lliure de cisalla. La cisalla d'un camp vectorial és invariant en reescalar, de manera que romandrà lliure de cisalla.